# 谢尔盖·巴劳文
谢尔盖·弗拉基米羅維奇·巴勞文（俄语：Сергей Влади́мирович Баловин；1984年7月5日—），俄罗斯沃罗涅日人，是一位艺术家和策展人。在过去的几年间，他曾在俄罗斯及其他国家积极参与并组织许多艺术项目。谢尔盖·巴劳文目前在上海生活与工作。

## 生平
谢尔盖·巴劳文出生并成长于沃罗涅日一个积极的地质学家家庭。他于8岁时在儿童艺术学校开始接受艺术培训。其后他在一所社会教师培训学院接受了长达十三年的专业的艺术培训。在没有参加听课的情况下，谢尔盖·巴劳文完成了最后两门为期一年的大学课程。
- 2000年，他开始在沃罗涅日国立师范大学艺术学院接受教育。
- 2001年，17岁的谢尔盖·巴劳文开始在儿童建筑设计学校任教，教授传统绘画课程。
- 2002年以来，他已在整个沃罗涅日组织了多个艺术项目，并举办了多次展览。
- 2005年，他与VSPU艺术学院和沃罗涅日艺术学校的毕业生一起，成立了名为“创意工作坊”的公共机构，其主要目标为在自我实现的创造力上的互助。
- 2005至2006年，谢尔盖·巴劳文组织了多个由许多协会成员共同参与的项目。然而，由于各领导人的政治争议，该组织在结束其于该国的正式登记前，已不复存在。
- 2006年以来，在为学生教授绘画课程并组织创意联想工会的四年间，谢尔盖·巴劳文使普通的408号教室成为了一间艺术工作室。
- 2008年起，谢尔盖·巴劳文在法国逗留并在欧洲各地旅行期间，开始积极地与欧洲艺术家合作。
- 2009年，他与法国艺术家路易斯·莫兰共同组织策划了名为“petite。小东西”的项目，该项目与数十名来自俄罗斯、法国、德国、奥地利、比利时、波兰、中国、美国和巴西等不同国家的艺术家进行了合作。
- 2009年，谢尔盖·巴劳文在中国首次开办个展。
- 2010年他作为居民正式移居上海，并于上海持续进行他的“物物交换”艺术项目。
- 2011年，谢尔盖·巴劳文向上海市民提交了他的最新项目成果——“未完成的书”。